# 方相氏

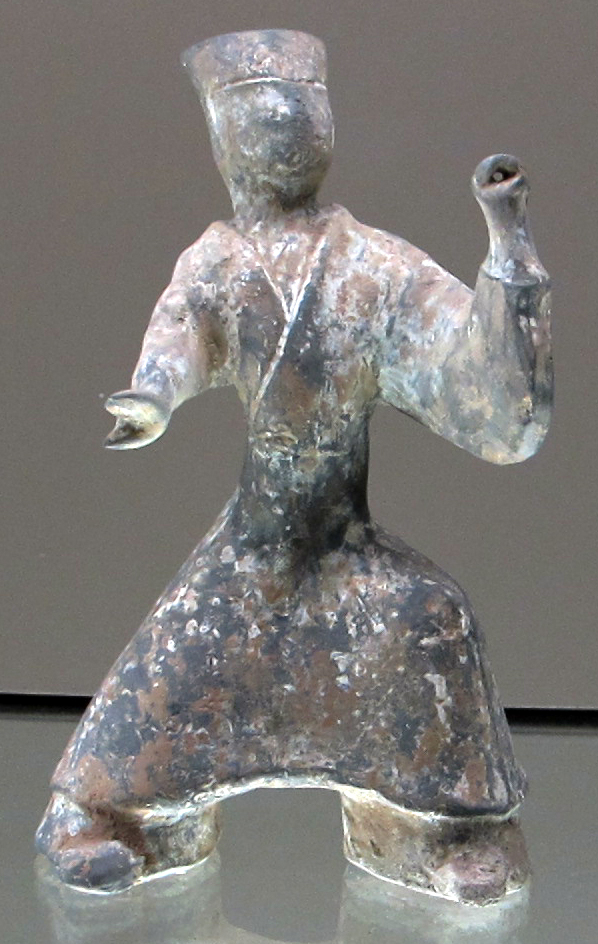
东汉方相俑

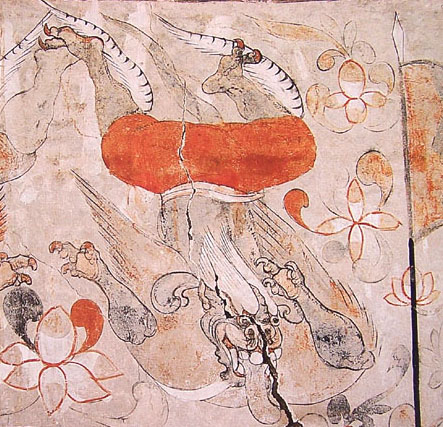
北齐徐显秀墓壁画中的鎮墓獸，据说为方相

方相氏是中国古代民间信仰中的驱魔师，为傩仪及丧礼中的重要角色。方相氏在周朝成为职官，关于方相氏的最早记述便出自《周礼·夏官》。其形象为身披熊皮，头部装饰四只金黄的眼睛，身着黑衣红裙，两手持盾戈舞动；职能则是在宫中及丧礼时率百隶及童子逐疫驱鬼。
从汉朝到唐朝，方相氏是统治者官方信仰的巫师。随着其地位在历代宫廷傩仪中逐步降低，方相氏几近消失。唐朝后只在民间信仰中存留下来，并逐步演化为葬礼中的两个民间神祇，即开路神与显道神，为葬礼之前驱。方相氏在奈良時代以前随傩传入日本，因其形象骇怖，被误传成疫鬼。

## 名称
《轩辕黄帝传》载，黄帝周游时，元妃嫘祖死于道，令次妃姆嫫监护，以为方相。前蜀冯鉴在《续事始》中称，“方相，亦曰防丧”。这是由声训导致的语讹，暗示“方相”故事由“防丧”衍出。东汉学者郑玄注《周礼》时称：“方相，犹言‘放想’，可畏怖之貌”；唐人賈公彥则疏：“郑云‘方相’犹言‘放想’，汉时有此语，是可畏怖之貌，故云方相也”。这说明至少在汉朝时期，汉语口语中普遍存在“放想”一词，意为“令人害怕，让人恐惧”。这一词汇很可能经过方相驱傩活动的传播而在江淮地区方言中得以保留。
唐人陸德明在《經典釋文》中解释“放相”一词时说：“放，本或作瓬。”《说文解字》云：“瓬， 周家搏埴之工也”；段玉裁《说文解字注》：“搏作抟者误。今正。考工记曰，搏埴之工陶瓬。”清人孙诒让在《周礼正义》按语：“放想言仿佛想象也……方与放仿瓬，相与想声类相同。”这说明“放想”或“方相”可能都与抟埴粘土的匠人的想象有关。

## 发展与演变
何根海教授认为，中国傩源起于自然崇拜。而方相氏的初始原型为“𦰩”，是禳星祈福的女巫。方相氏在驱“𩴓”仪式中以巫的角色担负着驱疫恶鬼禳解邪祟的使命。

### 周汉时期
在周代，傩舞被纳入了礼制的范畴，赋予了方相氏作为驱傩人这一身份的合法性和正统性。《礼记·月令》载，周王朝一般一年举行三次傩舞：一在仲秋专为周王举行，称“天子傩”；二在季春由周王与诸侯共同举行，称“国傩”；三为季冬时的全民傩舞，称“大傩”。而方相氏作为礼官身份只能出现在有周天子参与的傩祭仪式之中，承载羼糅于祭祀活动中的宗法等级关系。
秦代的宫廷傩未有史载，但方相氏用于填土埋儒的事实，证明秦仍沿革周礼。到了东汉，由于疫灾严重而人们对疫病的认识有限，人们借助傩仪来祈福祛疫，傩舞在此时空前隆盛。汉制傩仪的方相氏不再是一个掌管傩仪的职官，宫中的仪式都由宦官操持；而在葬礼仍属于最高等级的应用，汉墓也常出现用以守卫魂灵的方相俑。

### 唐宋时期
随着佛教影响的日渐扩大，方相氏与和平温雅的主流相悖，从此不再受到重视。唐代时期，宫廷傩日趋世俗化，从原先只有诸侯才能举行，演变为百官官府，甚至民间也能举行的傩礼。皇权特质的逐渐弱化，使得行傩的娱乐目的增加。另一方面，太祝、斋郎等职务的设立和新傩神钟馗的出现，使得方相氏地位逐渐下降，职能也相对削弱。唐代宫廷傩仪中，方相氏作用仅仅是唱傩辞以及作傩舞，最后逐渐淡出宫廷傩，进入民间雉仪。
宋代宫廷傩仪中，“方相氏”之名已不复见，而仅以“上人”、 “傩者”称之。

## 日本文化中的方相氏

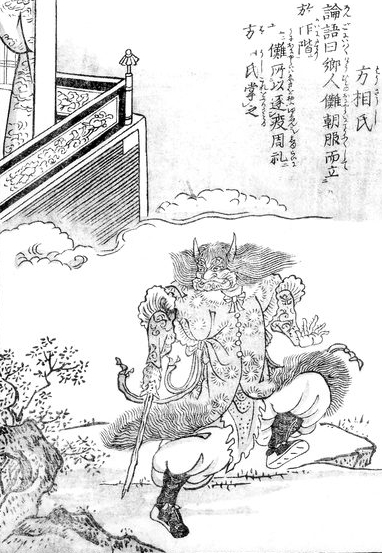
《今昔百鬼拾遺》（约1781年）中的方相氏形象

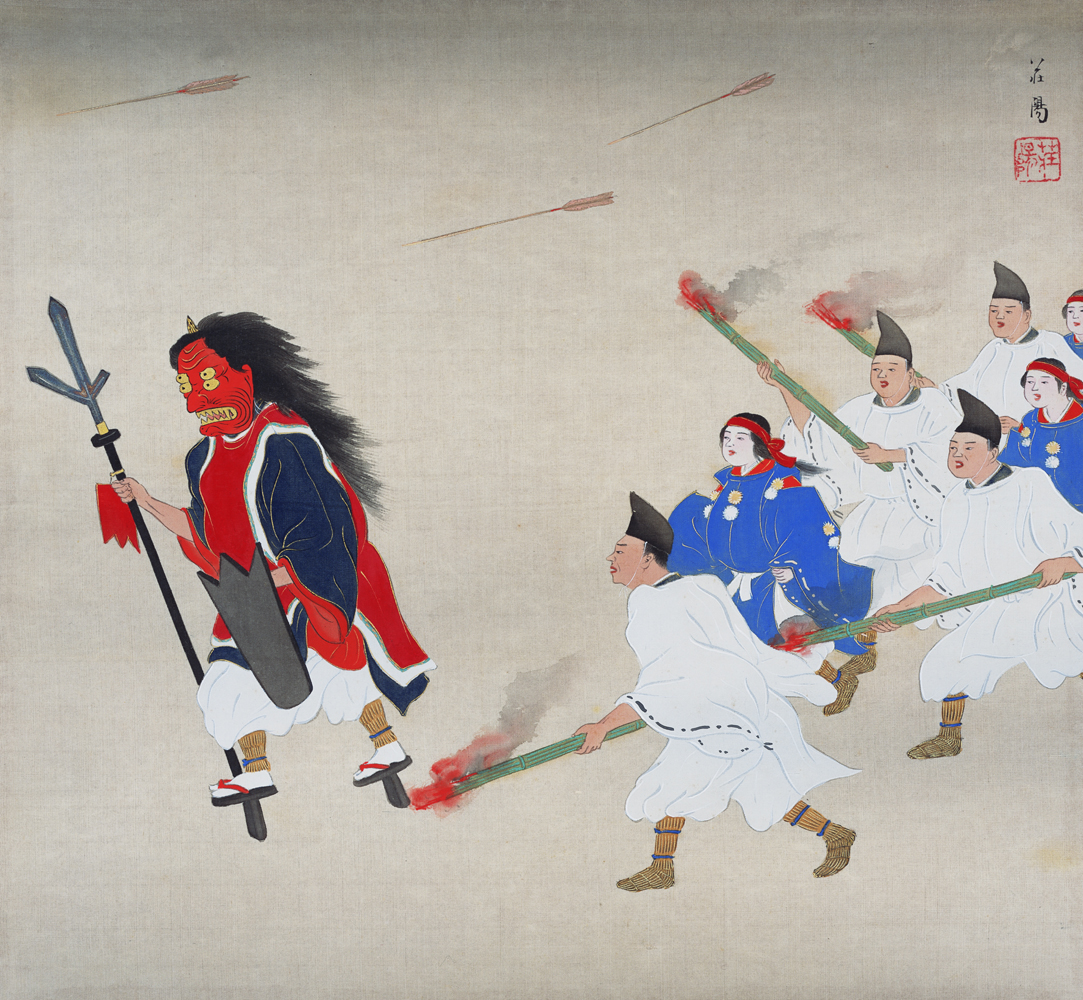
吉田神社追儺图（中島荘陽，1928年），领头为方相氏

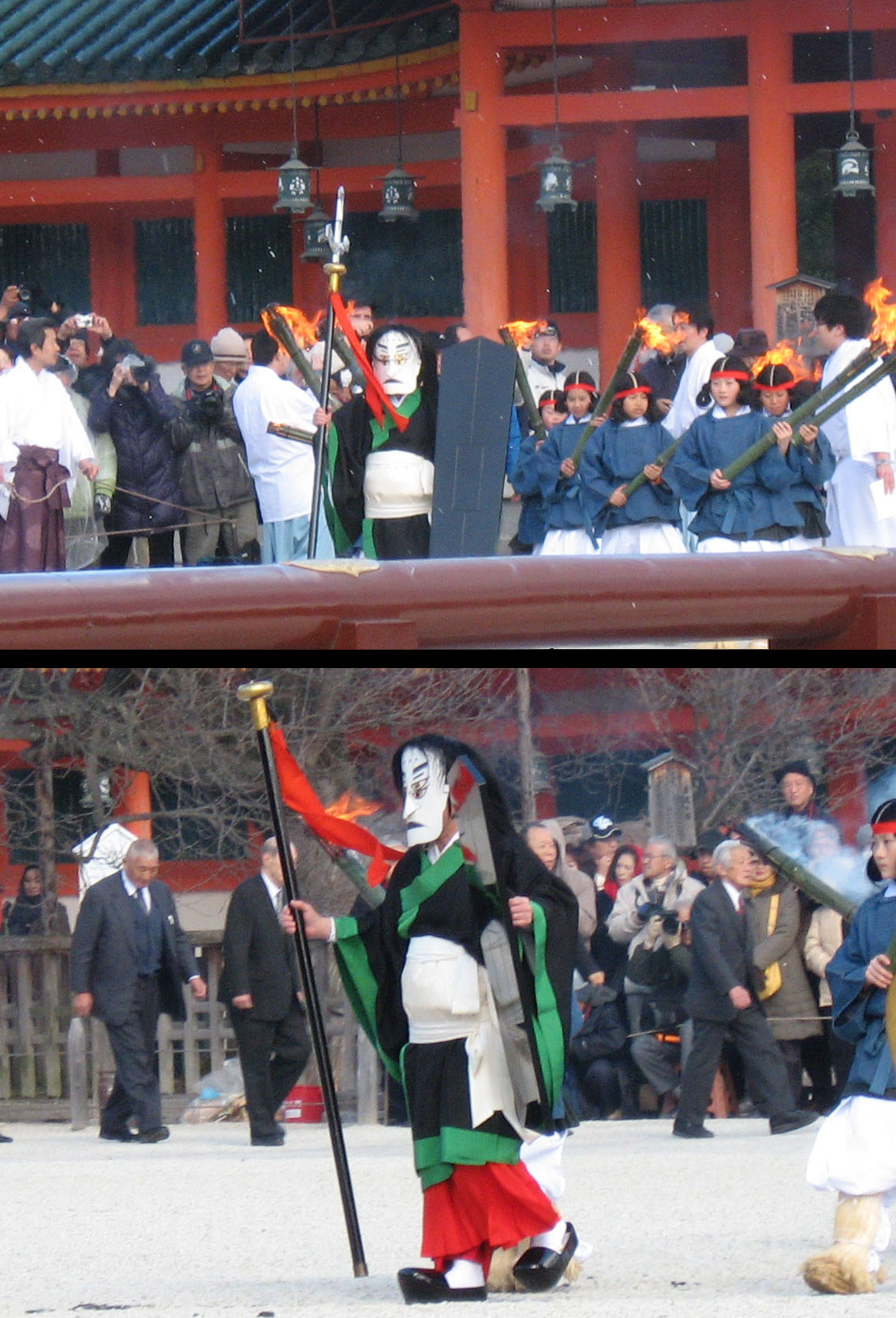
平安神宮追傩戏中的方相氏（2010年）

方相氏自8世纪从中国传入日本，而后开始出现在宫廷祭和帝王葬礼中，并逐渐成为日本驱疫祭礼中的重要神灵。然而随着平安日本对中国律令文化吸收方式的转变，传入日本的方相氏也开始发生变化。9世纪中叶以后方相氏逐渐消失在日本天皇的葬礼中；10世纪之后，在宫廷祭中扮演驱逐疫鬼角色的方相氏逐渐演变为被驱逐的疫鬼，成为日本宫廷祭的独特特点。

## 延伸阅读
- 萧兵. . 江苏人民出版社. 1992-06. ISBN 7-214-00879-3.